# Anisodes discata
Anisodes discata är en fjärilsart som beskrevs av Louis Beethoven Prout 1936. Anisodes discata ingår i släktet Anisodes och familjen mätare. Inga underarter finns listade i Catalogue of Life.